# Samson Tijani
Samson Okikiola Tijani (Enugu, Nigeria, 17 de mayo de 2002) es un futbolista nigeriano que juega como centrocampista en el Fredrikstad FK de la Eliteserien noruega.

## Trayectoria
Comenzó su carrera en el Collins Edwin Sports Club antes de fichar por el Red Bull Salzburgo de la Bundesliga austriaca el 17 de julio de 2020. Un mes después, el 14 de agosto, fue cedido al TSV Hartberg para la temporada. Debutó en competición con el club el 30 de agosto contra el Dornbirner en la Copa de Austria. Fue titular y jugó todo el partido en la victoria del Hartberg por 7-0.
El 12 de septiembre de 2020 hizo su debut profesional con el club en la liga contra el SC Rheindorf Altach. Fue titular y jugó 71 minutos en el empate 1-1.
Jugó un total de 18 partidos con el Hartberg.

### F. C. Liefering
El 1 de julio de 2021 fue cedido al F. C. Liefering por una temporada. Juegó un total de 16 partidos.

### Red Bull Salzburgo
En el parón invernal de 2021-22, fue ascendido a la plantilla principal del Red Bull Salzburgo. El 6 de febrero de 2022 hizo su debut profesional con el club en un partido de Copa contra el LASK. Entró en el minuto 89 por Nicolás Capaldo en la victoria por 3-1.
Una rotura de la tibia y el peroné le hicieron perderse la temporada 2022-23 integra.

### Wolfsberger AC
En la temporada 2023-24 fue cedido al Wolfsberger AC Jugó un total de 28 partidos.

### Fredrikstad FK
En la temporada 2024-25 fue cedido al Fredrikstad FK de la Eliteserien noruega.

## Selección nacional
Formó parte de la selección de Nigeria que compitió en la Copa Africana de Naciones Sub-17, donde quedó en cuarto lugar y se clasificó para la Copa Mundial de Fútbol Sub-17 de 2019. Durante el partido inaugural de su equipo contra Hungría, marcó un doblete en la victoria de Nigeria sub-17 por 4-2. Debutó con la selección de fútbol de Nigeria en un amistoso que perdió por 1-0 ante Argelia el 9 de octubre de 2020.

## Estadísticas

### Clubes
Actualizado al último partido disputado el 24 de febrero de 2024.
| Club                         | Div.          | Temporada     | Liga  | Liga  | Copas nacionales | Copas nacionales | Copas internacionales | Copas internacionales | Total | Total |
| Club                         | Div.          | Temporada     | Part. | Goles | Part.            | Goles            | Part.                 | Goles                 | Part. | Goles |
| ---------------------------- | ------------- | ------------- | ----- | ----- | ---------------- | ---------------- | --------------------- | --------------------- | ----- | ----- |
| TSV Hartberg · Austria       | 1.ª           | 2020-21       | 14    | 0     | 3                | 0                | 1                     | 0                     | 18    | 0     |
| TSV Hartberg · Austria       | Total club    | Total club    | 14    | 0     | 3                | 0                | 1                     | 0                     | 18    | 0     |
| F. C. Liefering · Austria    | 2.ª           | 2021-22       | 16    | 0     | —                | —                | —                     | —                     | 16    | 0     |
| F. C. Liefering · Austria    | Total club    | Total club    | 16    | 0     | 0                | 0                | 0                     | 0                     | 16    | 0     |
| Red Bull Salzburgo · Austria | 1.ª           | 2021-22       | 3     | 0     | 1                | 0                | 1                     | 0                     | 5     | 0     |
| Red Bull Salzburgo · Austria | Total club    | Total club    | 3     | 0     | 1                | 0                | 1                     | 0                     | 5     | 0     |
| Wolfsberger AC · Austria     | 1.ª           | 2023-24       | 16    | 0     | 1                | 0                | —                     | —                     | 17    | 0     |
| Wolfsberger AC · Austria     | Total club    | Total club    | 16    | 0     | 1                | 0                | 0                     | 0                     | 17    | 0     |
| Total carrera                | Total carrera | Total carrera | 49    | 0     | 5                | 0                | 2                     | 0                     | 56    | 0     |

## Palmarés

### Títulos nacionales
| Título          | Club               | País    | Año  |
| --------------- | ------------------ | ------- | ---- |
| Bundesliga      | Red Bull Salzburgo | Austria | 2022 |
| Copa de Austria | Red Bull Salzburgo | Austria | 2022 |
| Bundesliga      | Red Bull Salzburgo | Austria | 2023 |